# Adenissus zabolicus
Adenissus zabolicus är en insektsart som beskrevs av Dlabola 1980. Adenissus zabolicus ingår i släktet Adenissus och familjen Caliscelidae.
Artens utbredningsområde är Iran. Inga underarter finns listade i Catalogue of Life.